# نیروگاه گازی غرب مازندران
نیروگاه گازی غرب مازندران با نام دیگر نیروگاه ۵۰ مگاواتی گازی غرب مازندران معروف به نیروگاه مازندران ۲ (استان مازندران، نوشهر، جاده کمربندی چالوس - نوشهر، بهره‌برداری پاییز ۱۳۸۸)، یکی از نیروگاه‌های ایران از نوع گازی با ظرفیت تولید ۵۰ مگاوات است که شامل ۲ واحد گازی ۲۵ مگاواتی مدل GE – AEG – Frame 5 به اختصار AEG-F5 است.
سوخت اصلی این نیروگاه گاز طبیعی است و سوخت پشتیبان آن نفت گاز (گازوئیل) است که در ۲ مخزن هریک به ظرفیت ۵ هزار مترمکعب ذخیره‌سازی می‌شود. پست برق نیروگاه ۶۳ کیلوولت است. همچنین، راندمان واحدها ۲۳ درصد و ضریب دسترسی ۹۰ درصد است.

## مصرف سوخت و تولید برق واحدها
نیروگاه شامل ۲ واحد گازی است که ظرفیت اسمی هر فاز ۲۵ مگاولت آمپر است. متوسط انرژی تولیدی سالانه این نیروگاه در شرایط ساختگاه ۳۷۰ هزار مگاوات ساعت است.
مصرف داخلی با سوخت گاز، ۸۰۵ کیلووات و با سوخت گازوئیل، ۷۰۰ کیلووات است. ظرفیت تولید هر واحد با سوخت گاز در شرایط ایزو، ۲۵ مگاوات و با سوخت گازوئیل، ۲۴ مگاوات است. راندمان هر واحد در شرایط ساختگاه، ۲۶ درصد است.
میزان مصرف سوخت گاز نیروگاه در شرایط ساخت، ۸۷۵۰ متر مکعب نرمال در ساعت، حداقل فشار گاز مورد نیاز در خروجی ایستگاه تقلیل فشار گاز نیروگاه، ۱۶ بار است و میزان مصرف گازوئیل برای هر واحد، ۶۸۵۰ لیتر بر ساعت و برای کل واحدها، ۱۳۷۵۰ لیتر بر ساعت است.

## روزشمار ساخت و هزینه نیروگاه
عملیات اجرایی ساخت نیروگاه سال ۱۳۸۷ شروع شد و در پاییز ۱۳۸۸ وارد مدار شد.
هزینه ساخت نیروگاه با صرف اعتباری معادل ۲۴ میلیارد و ۲۰۰ میلیون تومان بوده‌است.